# Bernardo de Alderete
Bernard José de Alderete (Malaga, 1565 – Cordova, 1645) è stato un letterato spagnolo.

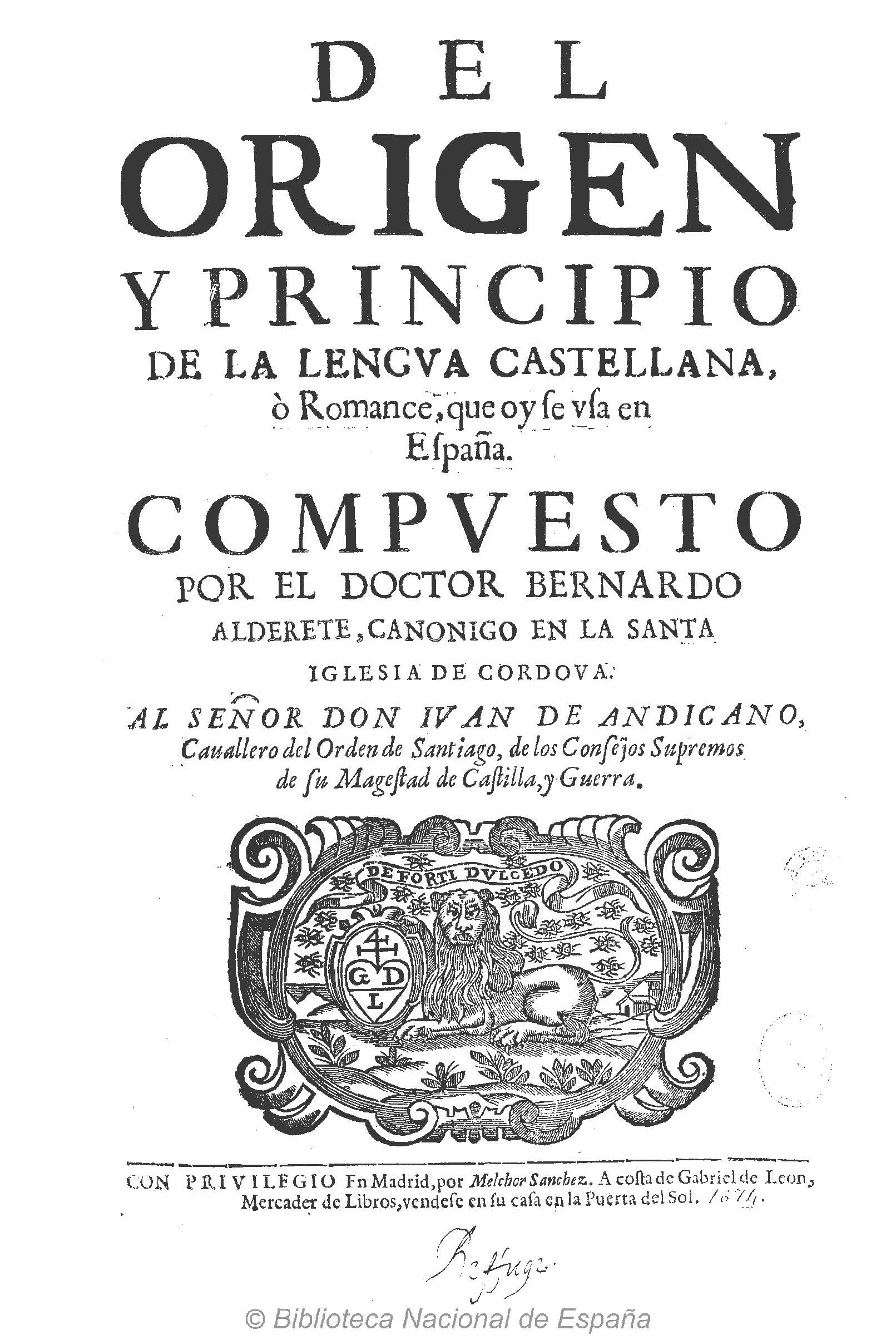

Erudito di immensa cultura, trascorse un breve periodo (1605-1607) a Roma, dove diede alla stampa le sue opere.

## Opere
- Del origen y principio de la lengua castellana ó romance que hoy se usa en España (Roma, 1606)
- Varias antiguedades de España, África y otras provincias (Anversa, 1614)